# إرلينغ إريكسن
إرلينغ إريكسن (بالنرويجية البوكمول: Erling Eriksen)‏ هو منتج أفلام وكاتب سيناريو ومخرج نرويجي، ولد في 19 يناير 1878 في أوسلو في النرويج، وتوفي في 1957.

## وصلات خارجية
- إرلينغ إريكسن على موقع IMDb (الإنجليزية)
- إرلينغ إريكسن على موقع قاعدة بيانات الفيلم (الإنجليزية)